# Rhyparochromidae

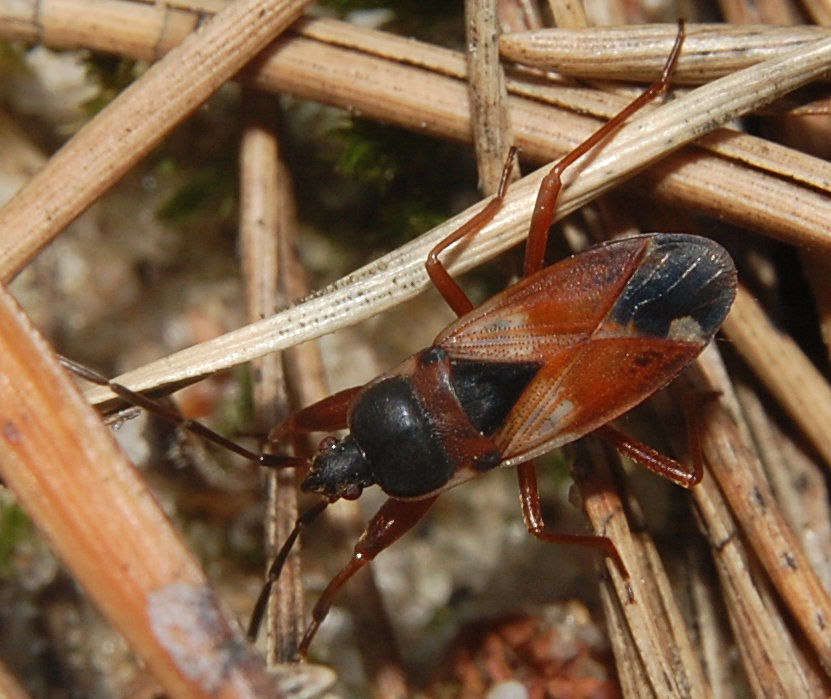
Eremocoris abietis

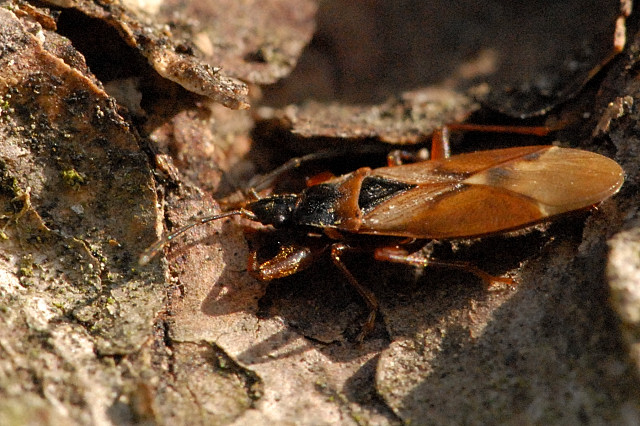
Gastrodes abietum

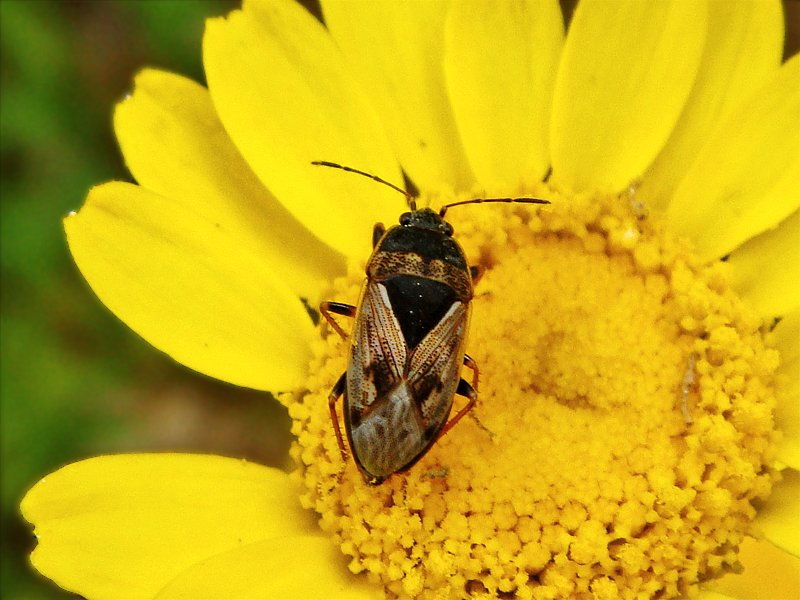
Trapezonotus arenarius

Die Rhyparochromidae sind eine Familie der Wanzen (Heteroptera) innerhalb der Teilordnung Pentatomomorpha. Sie zählte bis vor der Revision der Pentatomomorpha mit Schwerpunkt der Lygaeoidea durch Henry im Jahr 1997 als Unterfamilie zu den Bodenwanzen (Lygaeidae) und wurde danach in den Familienrang gestellt. Sie umfasst zwei Unterfamilien, 14 Tribus, 372 Gattungen und ungefähr 1850 Arten und ist damit neben den Baumwanzen (Pentatomidae) die artenreichste Familie der Pentatomomorpha. In Europa sind 240 Arten vertreten, von denen 23 auch in Mitteleuropa auftreten.

## Merkmale
Die Wanzen sind in der Regel unscheinbar matt braun gefärbt oder braun, schwarz oder weiß gemustert. Einige Arten imitieren in ihrem Aussehen Ameisen. Am Kopf sind Trichobothria für gewöhnlich ausgebildet. Die Schenkel (Femora) der Vorderbeine sind in der Regel verdickt und auf der Unterseite mit kräftigen Dornen versehen. Die Naht zwischen dem vierten und fünften Sternum ist verwachsen und ist in der Regel von der Mittellinie des Sternums in einer Kurve anterolateral nach vorne gekrümmt. Sie reicht nicht an den Dorsalrand des Hinterleibs. Vielen Arten fehlen Flügel und verkürzte Flügel finden sich in einer Reihe von Tribus.

## Verbreitung
Die Familie ist weltweit verbreitet. Die Ansprüche und Lebensräume dieser Wanzen sind verhältnismäßig gut erforscht. Bei der überwiegenden Anzahl der Arten handelt es sich um granivore Bodenbewohner.

## Lebensweise
Die überwiegende Anzahl der Arten saugt Samen, vor allem an solchen, die zu Boden gefallen sind. Wie sehr die Tiere an bestimmte Wirtspflanzen gebunden sind, ist nur schlecht untersucht. Viele Arten sind aber offenbar polyphag. Die Tribus Cleradini umfasst aber auch hämatophage Arten, die Blut von Wirbeltieren saugen. Man findet diese Wanzen vor allem in den Nestern von Vögeln, Beutel- und Nagetieren. Clerada apicocornis saugt zumindest gelegentlich auch an Menschen und kann in Südamerika die Chagas-Krankheit übertragen. Bei manchen Arten ist auch das Saugen an Gliederfüßern dokumentiert.

## Taxonomie und Systematik
Amyot & Serville beschrieben das Taxon 1843 als „Rhyparochromides“. Es galt lange Zeit als Unterfamilie der Bodenwanzen (Lygaeidae), wurde jedoch nach einer Revision der Pentatomomorpha mit Schwerpunkt der Lygaeoidea durch Henry im Jahr 1997 in den Familienrang gestellt. Außerdem erhob er die Tribus Plinthisini in den Rang einer Unterfamilie innerhalb der Rhyparochromidae. Bereits 1874 differenzierte Carl Stål fünf Tribus dieser großen Gruppe. Heute wird die Gruppe in zwei Unterfamilien und 14 Tribus unterteilt:
- Unterfamilie Plinthisinae (3 Gattungen, 111 Arten; weltweit)[2]
- Unterfamilie Rhyparochrominae (369 Gattungen, 1824 Arten; weltweit)[2]
- Tribus Antillocorini (24 Gattungen, 91 Arten; weltweit)[2]
- Tribus Cleradini (20 Gattungen, mehr als 50 Arten; vor allem indopazifische Region)[2]
- Tribus Drymini (56 Gattungen, 280 Arten; vor allem östliche Hemisphäre)[2]
- Tribus Gonianotini (zumindest 22 Gattungen, 123 Arten; Holarktis)[5][2]
- Tribus Lethaeini (35 Gattungen, 153 Arten; weltweit)[2]
- Tribus Lilliputocorini (1 Gattung, 8 Arten; zirkumtropisch)[2]
- Tribus Megalonotini (zumindest 18 Gattungen, 87 Arten; vor allem Paläarktis, Afrotropis, Orientalis)[5][2]
- Tribus Myodochini (73 Gattungen, 322 Arten; weltweit)[2]
- Tribus Ozophorini (24 Gattungen, 175 Arten; vor allem Neotropis und Orientalis)[2]
- Tribus Phasmosomini (zumindest 1 Gattung, 2 Arten; Paläarktis)[5][2]
- Tribus Rhyparochromini (39 Gattungen, 370 Arten; weltweit, mit Ausnahme der Neotropis)[2]
- Tribus Stygnocorini (16 Gattungen, 73 Arten; östliche Hemisphäre)[2]
- Tribus Targaremini (23 Gattungen, 57 Arten; Australasien)[2]
- Tribus Udeocorini (14 Gattungen, 30 Arten; Australasien, Neotropis)[2]

## Arten in Europa
Folgende Arten kommen in Europa vor:
Unterfamilie Rhyparochrominae
Tribus Antillocorini
- Homoscelis ruficollis Horvath, 1884
- Tropistethus fasciatus Ferrari, 1874
- Tropistethus holosericus (Scholtz, 1846)
- Tropistethus lanternae Linnavuori, 1960
- Tropistethus pallipes Reuter, 1902
- Tropistethus seminitens Puton, 1889
- Tropistethus subfasciatus Ferrari, 1874

Tribus Drymini
- Drymus assimilis Horvath, 1897
- Drymus brunneus (R.F. Sahlberg, 1848)
- Drymus latus Douglas & Scott, 1871
- Drymus pilicornis (Mulsant & Rey, 1852)
- Drymus pilipes Fieber, 1861
- Drymus pumilio Puton, 1877
- Drymus ryeii Douglas & Scott, 1865
- Drymus scambus Stål, 1872
- Drymus sylvaticus (Fabricius, 1775)
- Eremocoris abietis (Linnaeus, 1758)
- Eremocoris fenestratus (Herrich-Schäffer, 1839)
- Eremocoris maderensis (Wollaston, 1858)
- Eremocoris pellitus Seidenstucker, 1965
- Eremocoris plebejus (Fallen, 1807)
- Eremocoris plebejus caucasicus Horvath, 1883
- Eremocoris plebejus plebejus (Fallen, 1807)
- Eremocoris podagricus (Fabricius, 1775)
- Eremocoris ribauti Vidal, 1936
- Gastrodes abietum Bergroth, 1914
- Gastrodes grossipes (De Geer, 1773) – Kiefernzapfenwanze
- Ischnocoris angustulus (Boheman, 1852)
- Ischnocoris bureschi Josifov, 1976
- Ischnocoris flavipes Signoret, 1865
- Ischnocoris hemipterus (Schilling, 1829)
- Ischnocoris mundus (Walker, 1872)
- Ischnocoris punctulatus Fieber, 1861
- Lamproplax picea (Flor, 1860)
- Notochilus crassicornis (Baerensprung, 1858)
- Notochilus damryi Puton, 1871
- Notochilus ferrugineus (Mulsant & Rey, 1852)
- Notochilus limbatus Fieber, 1870
- Scolopostethus affinis (Schilling, 1829)
- Scolopostethus cognatus Fieber, 1861
- Scolopostethus decoratus (Hahn, 1833)
- Scolopostethus grandis Horvath, 1880
- Scolopostethus lethierryi Jakovlev, 1877
- Scolopostethus patruelis Horvath, 1892
- Scolopostethus pictus (Schilling, 1829) – Schwarzweiße Bodenwanze
- Scolopostethus pilosus Reuter, 1875
- Scolopostethus puberulus Horvath, 1887
- Scolopostethus thomsoni Reuter, 1875
- Taphropeltus andrei (Puton, 1877)
- Taphropeltus contractus (Herrich-Schäffer, 1835)
- Taphropeltus hamulatus (Thomson, 1870)
- Taphropeltus intermedius (Puton, 1881)
- Taphropeltus nervosus (Fieber, 1861)
- Thaumastopus cinnamomeus (Horvath, 1884)
- Thaumastopus marginicollis (Lucas, 1849)

Tribus Gonianotini
- Alampes longiusculus Horvath, 1884
- Aoploscelis bivirgata (A. Costa, 1853)
- Aphanus rolandri (Linnaeus, 1758)
- Bleteogonus beckeri (Frey-Gessner, 1863)
- Bleteogonus currax (Horvath, 1895)
- Diomphalus hispidulus Fieber, 1864
- Emblethis angustus Montandon, 1890
- Emblethis brachynotus Horvath, 1897
- Emblethis ciliatus Horvath, 1875
- Emblethis denticollis Horvath, 1878
- Emblethis dilaticollis (Jakovlev, 1874)
- Emblethis duplicatus Seidenstucker, 1963
- Emblethis gracilicornis Puton, 1883
- Emblethis griseus (Wolff, 1802)
- Emblethis karamanus Seidenstucker, 1963
- Emblethis major Montandon, 1890
- Emblethis minutus Kiritshenko, 1911
- Emblethis parvus Montandon, 1890
- Emblethis proximus Seidenstucker, 1967
- Emblethis robustus Josifov, 1965
- Emblethis sabulosus Seidenstucker, 1963
- Emblethis verbasci (Fabricius, 1803)
- Gonianotus galactodermus Fieber, 1861
- Gonianotus marginepunctatus (Wolff, 1804)
- Hyalocoris pilicornis Jakovlev, 1874
- Ischnopeza hirticornis (Herrich-Schäffer, 1850)
- Ischnopeza pallipes Puton, 1892
- Macrodema microptera (Curtis, 1836)
- Neurocladus brachiidens (Dufour, 1851)
- Parapolycrates ciliatus Reuter, 1885
- Pionosomus alticola Lindberg, 1953
- Pionosomus heterotrichus Horvath, 1884
- Pionosomus madeirae Lindberg, 1961
- Pionosomus opacellus Horvath, 1895
- Pionosomus trichopterus (Thomson, 1870)
- Pionosomus varius (Wolff, 1804)
- Pterotmetus dimidiatus Fieber, 1861
- Pterotmetus parnassius Horvath, 1882
- Pterotmetus staphyliniformis (Schilling, 1829)
- Trapezonotus anorus (Flor, 1860)
- Trapezonotus arenarius (Linnaeus, 1758)
- Trapezonotus breviceps Jakovlev, 1881
- Trapezonotus desertus Seidenstucker, 1951
- Trapezonotus dispar Stål, 1872 – Verschiedenfarbige Bodenwanze
- Trapezonotus montanus Wagner, 1957
- Trapezonotus ullrichi (Fieber, 1837)

Tribus Lethaeini
- Camptocera glaberrima (Walker, 1872)
- Lethaeus cribratissimus (Stål, 1859)
- Lethaeus fulvovarius Puton, 1884
- Lethaeus lethierryi (Puton, 1869)
- Lethaeus nitidus (Douglas & Scott, 1868)
- Lethaeus picipes (Herrich-Schäffer, 1850)

Tribus Megalonotini
- Hadrocnemis diversipes (Kiritshenko, 1922)
- Hispanocoris pericarti Costas & Vázquez, 1999
- Icus angularis Fieber, 1861
- Lamprodema maura (Fabricius, 1803)
- Lasiocoris anomalus (Kolenati, 1845)
- Lasiocoris crassicornis (Lucas, 1849)
- Megalonotus antennatus (Schilling, 1829)
- Megalonotus brevicornis (Puton, 1883)
- Megalonotus chiragra (Fabricius, 1794)
- Megalonotus colon Puton, 1874
- Megalonotus dilatatus (Herrich-Schäffer, 1840)
- Megalonotus emarginatus (Rey, 1888)
- Megalonotus hirsutus Fieber, 1861
- Megalonotus maximus (Puton, 1895)
- Megalonotus merus Seidenstucker, 1979
- Megalonotus mixtus (Horvath, 1887)
- Megalonotus nitidicollis Puton, 1874
- Megalonotus opaconotum (Lindberg, 1953)
- Megalonotus parallelus (Horvath, 1911)
- Megalonotus praetextatus (Herrich-Schäffer, 1835)
- Megalonotus puncticollis (Lucas, 1849)
- Megalonotus sabulicola (Thomson, 1870)
- Megalonotus setosus Puton, 1874
- Megalonotus subtilissimus Roubal, 1961
- Megalonotus tricolor (Horvath, 1895)
- Metastenothorax punctatipennis Reuter, 1884
- Pezocoris apicimacula (A. Costa, 1853)
- Piezoscelis staphylinus (Rambur, 1839)
- Polycrates consutus (Germar, 1838)
- Proderus bellevoyei Puton, 1874
- Proderus suberythropus (A. Costa, 1842)
- Sphragisticus nebulosus (Fallen, 1807)
- Tempereocoris cerdanicus Pericart, 1995

Tribus Myodochini
- Ligyrocoris sylvestris (Linnaeus, 1758)
- Pachybrachius capitatus (Horvath, 1882)
- Pachybrachius fasciatus Fieber, 1861
- Pachybrachius fracticollis (Schilling, 1829)
- Pachybrachius luridus Hahn, 1826
- Paraparomius leptopoides (Baerensprung, 1859)
- Paromius gracilis (Rambur, 1839)
- Remaudiereana annulipes (Baerensprung, 1859)

Tribus Ozophorini
- Marmottania simonis Puton, 1887
- Noualhieria heissi Aukema, Duffels & Baez, 2006
- Noualhieria herbanica Ribes, 1976
- Noualhieria pieltaini Gómez Menor, 1924
- Noualhieria quadripunctata (Brullé, 1838)

Tribus Rhyparochromini
- Aellopus atratus (Goeze, 1778)
- Aellopus syriacus (Reuter, 1885)
- Beosus maritimus (Scopoli, 1763)
- Beosus quadripunctatus (Muller, 1766)
- Callistonotus nigroruber (Stål, 1859)
- Dieuches armatipes (Walker, 1872)
- Dieuches schmitzi Reuter, 1893
- Dieuches syriacus Dohrn, 1860
- Graptopeltus lynceus (Fabricius, 1775)
- Graptopeltus validus (Horvath, 1875)
- Liolobus pallidicornis (Reuter, 1891)
- Liolobus walkeri (Saunders, 1876)
- Microtomideus carbonarius (Rambur, 1839)
- Microtomideus leucodermus (Fieber, 1861)
- Panaorus adspersus (Mulsant & Rey, 1852)
- Peritrechus angusticollis (R.F. Sahlberg, 1848)
- Peritrechus convivus (Stål, 1858)
- Peritrechus flavicornis Jakovlev, 1877
- Peritrechus geniculatus (Hahn, 1832)
- Peritrechus gracilicornis Puton, 1877
- Peritrechus lundii (Gmelin, 1790)
- Peritrechus meridionalis Puton, 1877
- Peritrechus nubilus (Fallen, 1807)
- Peritrechus pusillus Horvath, 1884
- Peritrechus rhomboidalis Puton, 1877
- Ragliodes delineatus (Rambur, 1839)
- Raglius alboacuminatus (Goeze, 1778)
- Raglius confusus (Reuter, 1886)
- Raglius pineti (Herrich-Schäffer, 1835)
- Raglius tristis (Fieber, 1861)
- Rhyparochromus ibericus Baerensprung, 1858
- Rhyparochromus phoeniceus (Rossi, 1794)
- Rhyparochromus pini (Linnaeus, 1758)
- Rhyparochromus sanguineus (Douglas & Scott, 1868)
- Rhyparochromus vulgaris (Schilling, 1829)
- Trichaphanus fuentei (Puton, 1894)
- Xanthochilus douglasi (Fieber, 1864)
- Xanthochilus minusculus (Reuter, 1885)
- Xanthochilus quadratus (Fabricius, 1798)
- Xanthochilus saturnius (Rossi, 1790)
- Xanthochilus turanicus (Wagner, 1961)

Tribus Stygnocorini
- Acompus laticeps Ribaut, 1929
- Acompus pallipes (Herrich-Schäffer, 1834)
- Acompus rufipes (Wolff, 1804)
- Esuridea lathridioides (Puton, 1889)
- Hyalochilus dolosus Horvath, 1897
- Hyalochilus ovatulus (A. Costa, 1853)
- Lasiosomus enervis (Herrich-Schäffer, 1835)
- Lasiosomus lasiosomoides (Bergevin, 1930)
- Stygnocoris barbieri Pericart, 1993
- Stygnocoris breviceps Wagner, 1953
- Stygnocoris cimbricus (Gredler, 1870)
- Stygnocoris faustus Horvath, 1888
- Stygnocoris fuligineus (Geoffroy, 1785)
- Stygnocoris hellenicus Pericart, 1996
- Stygnocoris matocqi Pericart, 1993
- Stygnocoris rusticus (Fallen, 1807)
- Stygnocoris sabulosus (Schilling, 1829)
- Stygnocoris similis Wagner, 1953
- Stygnocoris subglaber (Puton, 1889)
- Stygnocoris truncatus (Horvath, 1893)
- Stygnocorisella mayeti (Puton, 1879)

Unterfamilie Plinthisinae
- Plinthisus andalusicus Wagner, 1963
- Plinthisus angulatus Horvath, 1876
- Plinthisus brevipennis (Latreille, 1807)
- Plinthisus canariensis Wagner, 1963
- Plinthisus convexus Fieber, 1864
- Plinthisus coracinus Horvath, 1876
- Plinthisus fasciatus Horvath, 1882
- Plinthisus flavipes Fieber, 1861
- Plinthisus laevigatus Puton, 1884
- Plinthisus lepineyi Vidal, 1940
- Plinthisus longicollis Fieber, 1861
- Plinthisus magnieni Pericart & Ribes, 1994
- Plinthisus major Horvath, 1876
- Plinthisus marginatus Ferrari, 1874
- Plinthisus megacephalus Horvath, 1876
- Plinthisus mehadiensis Horvath, 1881
- Plinthisus minutissimus Fieber, 1864
- Plinthisus perpusillus Wagner, 1963
- Plinthisus pilosellus Horvath, 1876
- Plinthisus ptilioides Puton, 1874
- Plinthisus pusillus (Scholtz, 1847)
- Plinthisus putoni Horvath, 1876
- Plinthisus pygmaeus Horvath, 1882
- Plinthisus reyi Puton, 1882
- Plinthisus saundersi Horvath, 1893

## Weitere Arten
Eine Auswahl außereuropäischer Arten:
- Emblethis vicarius Horváth, 1908
- Myodocha serripes Olivier, 1811
- Paradrymus exilirostris Bergroth, 1916
- Plinthisus woodwardi Slater & Sweet, 1977
- Stizocephalus brevirostris Eyles, 1970
- Truncala hirsuta Woodward, 1953
- Uhleriola floralis (Uhler, 1895)
- Vertomannus borneensis Varga & Kondorosy, 2013
- Vertomannus flavus Varga & Kondorosy, 2013

## Belege